# Chvalová
Chvalová je obec v okrese Revúca v Banskobystrickém kraji na Slovensku. Žije zde 194 obyvatel.

## Historie
V historických záznamech je obec poprvé zmiňována v roce 1343, kdy byla postoupena od místních pánů Szkárosyů šlechtické rodině Soldosy. V 16. století byla zničena Turky. V letech 1938 - 1945 byla anektována Maďarskem.